# Herrarnas tvåa utan styrman i rodd vid olympiska sommarspelen 1980
Herrarnas tvåa utan styrman i rodd vid olympiska sommarspelen 1980 avgjordes mellan den 20 och 27 juli 1980. Grenen hade totalt 30 deltagare från 15 länder.

## Medaljörer
| Gren              | Guld                                     | Silver                                 | Brons                                       |
| Tvåa utan styrman | Bernd Landvoigt och Jörg Landvoigt (GDR) | Juri Pimenov och Nikolaj Pimenov (URS) | Charles Wiggin och Malcolm Carmichael (GBR) |

## Heat
De tre första lagen i varje heat gick vidare till semifinalerna. De återstående lagen blev tvungna att tävla i återkvalet om de kvarvarande semifinalplatserna.

### Heat 1
| Placering | Deltagare                               | Land        | Tid     |
| --------- | --------------------------------------- | ----------- | ------- |
| 1         | Bernd Landvoigt Jörg Landvoigt          | Östtyskland | 7:19.05 |
| 2         | Constantin Postoiu Valer Toma           | Rumänien    | 7:30.90 |
| 3         | Wilfried Auerbach Thomas Linemayr       | Österrike   | 7:39.48 |
| 4         | Michael Jessen Erik Christiansen        | Danmark     | 7:43.04 |
| 5         | Nikolaos Ioannidis Georgios Kourkoumbas | Grekland    | 7:58.37 |

### Heat 2
| Placering | Deltagare                         | Land            | Tid     |
| --------- | --------------------------------- | --------------- | ------- |
| 1         | Jurij Pimenov Nikolaj Pimenov     | Sovjetunionen   | 7:25.09 |
| 2         | Charles Wiggin Malcolm Carmichael | Storbritannien  | 7:30.57 |
| 3         | Miroslav Vraštil Miroslav Knapek  | Tjeckoslovakien | 7:34.83 |
| 4         | José Pardas Luis Miguel Oliver    | Spanien         | 7:46.00 |
| 5         | Robert Lang John Bolt             | Australien      | 7:50.05 |

### Heat 3
| Placering | Deltagare                              | Land      | Tid     |
| --------- | -------------------------------------- | --------- | ------- |
| 1         | Franco Valtorta Antonio Baldacci       | Italien   | 7:28.77 |
| 2         | Jean-Claude Roussel Dominique Lecointe | Frankrike | 7:33.20 |
| 3         | Pat Gannon Willie Ryan                 | Irland    | 7:35.10 |
| 4         | Anders Larson Anders Wilgotson         | Sverige   | 7:44.16 |
| 5         | Edgar Nanne Alberik de Suremain        | Guatemala | 8:06.53 |

## Återkval
De tre första lagen i återkvalet gick vidare till semifinalerna.
| Placering | Deltagare                               | Land       | Tid     |
| --------- | --------------------------------------- | ---------- | ------- |
| 1         | Michael Jessen Erik Christiansen        | Danmark    | 7:08.21 |
| 2         | Anders Larson Anders Wilgotson          | Sverige    | 7:09.51 |
| 3         | Robert Lang John Bolt                   | Australien | 7:13.24 |
| 4         | José Pardas Luis Miguel Oliver          | Spanien    | 7:18.45 |
| 5         | Nikolaos Ioannidis Georgios Kourkoumbas | Grekland   | 7:24.93 |
| 6         | Edgar Nanne Alberik de Suremain         | Guatemala  | 7:34.09 |

## Semifinal
De tre första lagen i varje semifinal gick vidare till finalen.

### Semifinal 1
| Placering | Deltagare                         | Land           | Tid     |
| --------- | --------------------------------- | -------------- | ------- |
| 1         | Bernd Landvoigt Jörg Landvoigt    | Östtyskland    | 6:40.54 |
| 2         | Charles Wiggin Malcolm Carmichael | Storbritannien | 6:51.47 |
| 3         | Anders Larson Anders Wilgotson    | Sverige        | 6:54.12 |
| 4         | Franco Valtorta Antonio Baldacci  | Italien        | 7:00.79 |
| 5         | Pat Gannon Willie Ryan            | Irland         | 7:02.11 |
| 6         | Wilfried Auerbach Thomas Linemayr | Österrike      | 7:04.48 |

### Semifinal 2
| Placering | Deltagare                              | Land            | Tid     |
| --------- | -------------------------------------- | --------------- | ------- |
| 1         | Jurij Pimenov Nikolaj Pimenov          | Sovjetunionen   | 6:52.11 |
| 2         | Constantin Postoiu Valer Toma          | Rumänien        | 6:52.70 |
| 3         | Miroslav Vraštil Miroslav Knapek       | Tjeckoslovakien | 6:56.70 |
| 4         | Michael Jessen Erik Christiansen       | Danmark         | 6:56.90 |
| 5         | Jean-Claude Roussel Dominique Lecointe | Frankrike       | 7:10.26 |
| 6         | Robert Lang John Bolt                  | Australien      | 7:11.76 |

## Finaler

### Final
| Placering | Deltagare                         | Land            | Tid     |
| --------- | --------------------------------- | --------------- | ------- |
| 1         | Bernd Landvoigt Jörg Landvoigt    | Östtyskland     | 6:48.01 |
| 2         | Jurij Pimenov Nikolaj Pimenov     | Sovjetunionen   | 6:50.50 |
| 3         | Charles Wiggin Malcolm Carmichael | Storbritannien  | 6:51.47 |
| 4         | Constantin Postoiu Valer Toma     | Rumänien        | 6:53.49 |
| 5         | Miroslav Vraštil Miroslav Knapek  | Tjeckoslovakien | 7:01.54 |
| 6         | Anders Larson Anders Wilgotson    | Sverige         | 7:02.52 |

### 7 - 12 plats
| Placering | Deltagare                              | Land       | Tid     |
| --------- | -------------------------------------- | ---------- | ------- |
| 7         | Pat Gannon Willie Ryan                 | Irland     | 6:54.60 |
| 8         | Jean-Claude Roussel Dominique Lecointe | Frankrike  | 6:55.22 |
| 9         | Wilfried Auerbach Thomas Linemayr      | Österrike  | 6:58.96 |
| 10        | Robert Lang John Bolt                  | Australien | 6:59.13 |
| 11        | Franco Valtorta Antonio Baldacci       | Italien    | 7:00.71 |
| -         | Michael Jessen Erik Christiansen       | Danmark    | np      |